# Tufan Kelleci
Tufan Kelleci (* 24. Oktober 1993 in Gaziantep) ist ein türkischer Fußballspieler.

## Karriere

### Verein
Kelleci wuchs in Offenburg auf und spielte in den Jugendmannschaften vom Offenburger FV und SC Freiburg, bevor er in die Türkei wechselte und sich der Jugend von Gaziantepspor anschloss. Auf Wunsch des Trainers Hikmet Karaman wurde er im April 2012 zusammen mit einigen anderen jungen Spielern wie İhsan Yelis und İbrahim Halil Yaşar mit einem Profivertrag versehen. Obwohl er weiterhin schwerpunktmäßig für die Reservemannschaft aktiv war, wurde er am Training der Profis beteiligt und saß bei einigen Partien der Profis auf der Ersatzbank. Nach Saisonende der Spielzeit 2011/12 wurde für die Mannschaften, die die Tabellenplätze 9 bis 18 belegten, der Spor Toto Pokal veranstaltet. Wie die meisten Vereine auch setzte Gaziantepspor überwiegend junge Spieler bei diesem Turnier ein. Kelleci kam in den meisten Partien zum Einsatz und gewann mit seinem Team diese Trophäe.
Am 4. Dezember 2012 gab er während einer Begegnung im Türkischen Fußballpokal gegen Bozüyükspor sein reguläres Profidebüt. Am 18. Spieltag der Spielzeit 2012/13 absolvierte er bei der Partie gegen Sivasspor sein erstes Ligaspiel. Die Rückrunde der Spielzeit verbrachte Kelleci als Leihspieler beim Drittligisten Polatlı Bugsaşspor.
Im Sommer 2013 verließ Kelleci Gaziantepspor endgültig und wechselte zum Drittligisten Altay Izmir. Nachdem er für die Vereine Somaspor und Manisa Büyükşehir Belediyespor tätig gewesen war, wechselte er im Sommer 2016 zum Zweitligisten Adana Demirspor.
In den kommenden Jahren folgten mehrere Stationen bei unterklassigen Vereinen in der Türkei, bis er im Sommer 2023 nach Deutschland zurückkehrte und sich dem TuS Mechtersheim anschloss.

### Nationalmannschaft
Kelleci spielte dreimal für die türkische U-19 und mehrere Male für die türkische U-20-Nationalmannschaft.

## Erfolge
Mit Gaziantepspor
- Spor-Toto-Pokal-Sieger (1): 2012

## Familie
Sein Cousin Umut Tohumcu ist ebenfalls Profifußballer und auch sein Bruder Burak Kaan Kelleci war bei mehreren unterklassigen Vereinen aktiv.